# Chiesa della Santa Famiglia nel Deserto
La chiesa della Santa Famiglia nel Deserto è un luogo di culto cattolico che sorge a pochi passi dalla riva del Golfo Persico, nella città di Madinat al-Kuwait, la capitale del Kuwait. Dal 1961 al 2021 è stata la cattedrale del vicariato apostolico del Kuwait e poi del vicariato apostolico dell'Arabia settentrionale.

## Storia
Il primo vicario apostolico del Kuwait, Teofano Ubaldo Stella, commissionò la progettazione del Duomo all'architetto milanese Emilio Tenca. I lavori per la realizzazione della cattedrale hanno avuto inizio nel 1956 su un terreno concesso dallo sceicco Abd Allah III e dal governo del Kuwait. Il 27 gennaio 1957 venne posata la prima pietra ed il 16 marzo 1961 la cattedrale è stata solennemente benedetta e consacrata da Stella, che decise di dedicare l'edificio alla Sacra Famiglia nel deserto, in relazione ai molti fedeli provenienti da differenti paesi e solo temporaneamente presenti in Kuwait.
Con l'ampliamento del territorio del vicariato apostolico all'intera Arabia settentrionale nel 2011, è stato deciso lo spostamento della residenza del vicario in Bahrein. Qui è stata costruita la nuova cattedrale di Nostra Signora d'Arabia, consacrata il 10 dicembre 2021, che ha sostituito la chiesa della Santa Famiglia nel Deserto come sede della cattedra episcopale.

## Architettura
L'esterno della cattedrale è in arenaria, mentre all'interno svettano le alte pareti in marmo, impreziosite da vetrate alte e snelle e lampade di cristallo. Nelle vetrate sono raffigurate scene della Bibbia, dalla Creazione fino alla Pentecoste. Le vetrate sono state realizzate a Bilbao dallo studio "Vidriearas de Arte" tra il novembre 1974 e l'agosto 1975 ed in seguito sono state installate nella cattedrale con l'aiuto di artisti locali. In una cappella laterale è posto il Battistero, con un fonte battesimale in marmo a forma di una tazza.